# Chlorochaeta cassidaria
Chlorochaeta cassidaria là một loài bướm đêm trong họ Geometridae.